# Floyd Mayweather Jr.
Floyd Joy Mayweather Jr. (* 24. Februar 1977 in Grand Rapids, Michigan als Floyd Joy Sinclair) ist ein ehemaliger US-amerikanischer Profiboxer.
Er ist ehemaliger WBC-Weltmeister im Superfeder-, Leicht-, Halbwelter-, Welter- und Halbmittelgewicht sowie ehemaliger IBF-Weltmeister im Weltergewicht. Zuletzt war er Weltmeister der drei wichtigsten Verbände im Weltergewicht und von WBC und WBA im Halbmittelgewicht. Er gewann alle seine 50 Profikämpfe und war nach Meinung verschiedener führender Sportmagazine der weltweit beste Boxer.
Mayweather war in den Jahren 2012, 2014, 2015 und 2017 der bestverdienende Sportler der Welt.
Als Amateurboxer war er dreimaliger Gewinner der National Golden Gloves und Bronzemedaillengewinner der Olympischen Spiele 1996.

## Amateur
Floyd Mayweather gewann als Amateur 84 Kämpfe bei sechs Niederlagen. 1993 gewann er die National Golden Gloves im Halbfliegengewicht, 1994 die National Golden Gloves im Fliegengewicht und 1996 die National Golden Gloves im Federgewicht. 1995 wurde er zudem US-amerikanischer Meister im Federgewicht und gewann die nationale Meisterschaft der Police Athletic League. Bei der nationalen Olympiaqualifikation 1996 verlor er den ersten Kampf gegen Augie Sanchez, gewann jedoch die beiden Rückkämpfe des im Best-of-Three-Modus ausgetragenen Turniers und löste damit das Ticket für die Olympischen Spiele 1996.
Mayweather nahm im Mai 1995 an den 8. Weltmeisterschaften in Berlin teil. Dort besiegte er den Rumänen Marian Leondraliu, unterlag jedoch in der zweiten Turnierrunde dem späteren Vize-Weltmeister Noureddine Medjehoud aus Algerien.
Bei den Olympischen Spielen 1996 in Atlanta gewann er die Bronzemedaille im Federgewicht. Er setzte sich dort gegen Bakhtiyar Tilegenov aus Kasachstan, Artur Grigoryan aus Armenien und Lorenzo Aragón aus Kuba durch, ehe er im Halbfinale knapp nach Punkten dem Bulgaren Serafim Todorow unterlag.

## Profikarriere

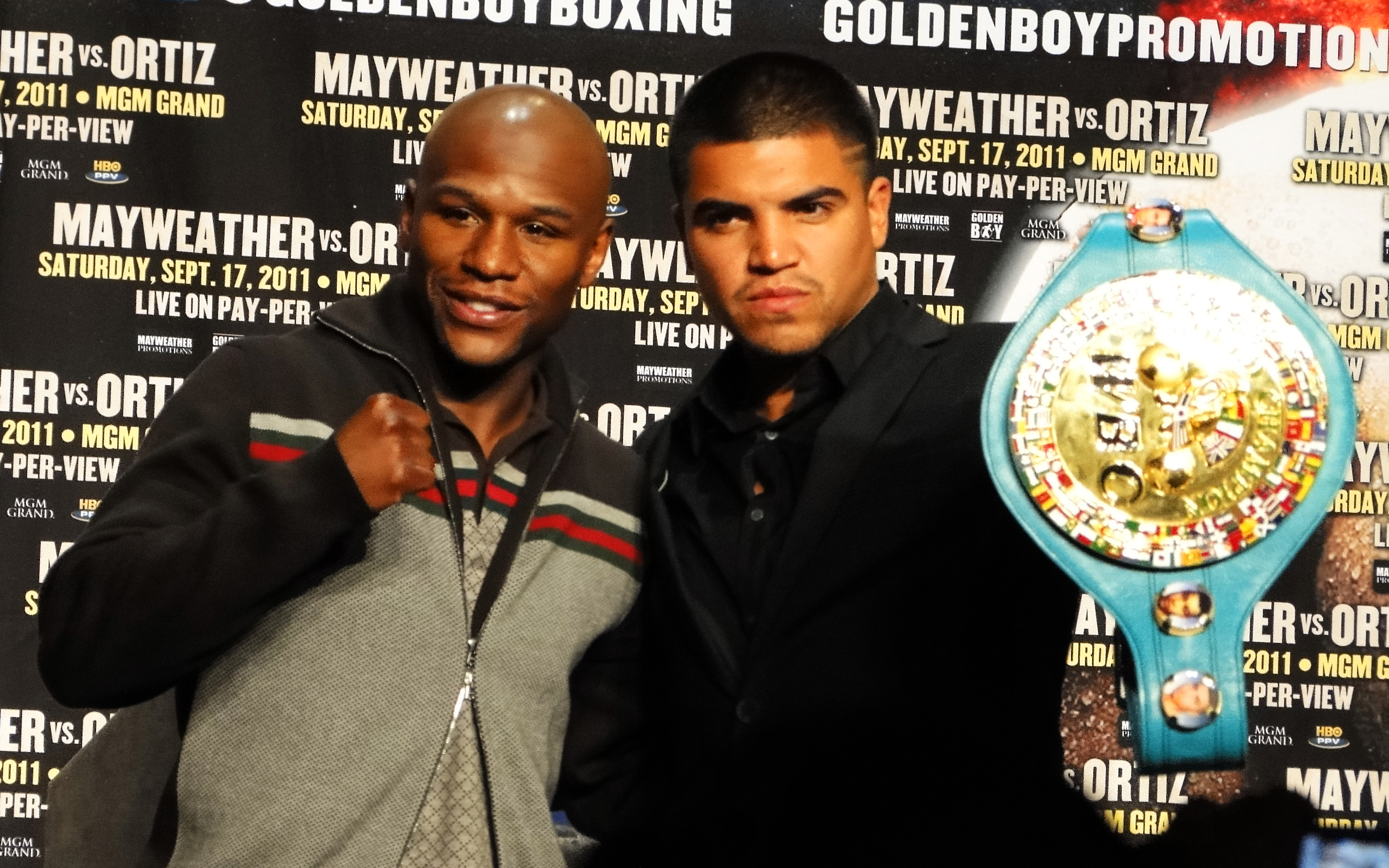
Mayweather und Victor Ortiz

Noch im Oktober 1996 bestritt er seinen ersten Profikampf. In seinen ersten 17 Kämpfen siegte er 13-mal vorzeitig. Dabei schlug er eine Reihe von Aufbaugegnern, aber auch Titelträger wie Louie Leija (18 Siege-3 Niederlagen), Hector Arroyo (16-4), Miguel Melo (8-1), Gustavo Fabian Cuello (20-7) und Tony Pep (39-6).
In seinem 18. Kampf am 3. Oktober 1998 in Las Vegas boxte er gegen Genaro Hernandez (38-1) um den WBC-Titel im Superfedergewicht und gewann durch Aufgabe seines Gegners nach der achten Runde. Im Dezember 1998 verteidigte er den Titel gegen Angel Manfredy (25-2), der bereits in der zweiten Runde angeschlagen vom Ringrichter aus dem Kampf genommen wurde. In einer weiteren Titelverteidigung im Februar 1999 besiegte er den argentinischen Herausforderer Carlos Alberto Ramon Ríos (44-2) einstimmig nach Punkten.
Im Mai 1999 gelang ihm ein K.-o.-Sieg gegen Justin Juuko (33-2) sowie ein verletzungsbedingter Abbruchsieg gegen Carlos Gerena (34-2). Im März 2000 gewann er einstimmig nach Punkten gegen Gregorio Vargas (40-6) und besiegte auch sieben Monate später in einem Nichttitelkampf den für seinen außergewöhnlichen Kampfstil bekannten Emanuel Augustus (22-16) durch technischen K. o. in der neunten Runde.
Am 20. Januar 2001 siegte er überragend gegen den ungeschlagenen Diego Corrales (33-0); Diegos Ringecke warf in der 10. Runde nach fünf Niederschlägen ihres Schützlings das Handtuch. Am 26. Mai desselben Jahres konnte er auch Carlos Alberto Hernandez (33-2) einstimmig nach Punkten bezwingen. In seiner achten und letzten Titelverteidigung besiegte er am 10. November noch Jesús Auerelio Chávez (35-1) durch Aufgabe seines Gegners am Ende der neunten Runde.
Am 20. April 2002 gewann er in Las Vegas durch einstimmigen Punktesieg gegen José Luis Castillo (45-4) den WBC-Titel im Leichtgewicht. Diesen verteidigte er in einem Rückkampf erneut einstimmig gegen Castillo sowie im April 2003 einstimmig und ungefährdet gegen Victoriano Sosa (35-2). Eine weitere Titelverteidigung bestritt er im November 2003 in seiner Geburtsstadt Grand Rapids gegen Phillip N’dou (31-1), den er durch t.K.o. in der siebten Runde bezwang. Anschließend legte er den Titel nieder um ins Halbweltergewicht aufzusteigen.
Durch Siege gegen DeMarcus Corley (28-2) und Henry Bruseles (21-2) qualifizierte er sich für einen WBC-Titelkampf gegen Arturo Gatti (39-6) im Juni 2005. In einer der lukrativsten Pay-per-View-Übertragungen in der Geschichte des Boxsports, dominierte Mayweather den Kampf vollkommen und gewann durch Aufgabe von Gattis Ringecke nach der sechsten Runde. Anschließend besiegte er im November 2005 Sharmba Mitchell (56-4) durch t.K.o. in der sechsten Runde. Dadurch erhielt er im April 2006 die Chance auf den IBF-Titel im Weltergewicht gegen Zab Judah (34-3). Der Kampf gegen Judah wurde von Skandalen begleitet; Mayweather berührte mit seinen Handschuhen nach einem rechten Haken von Judah den Ringboden, wurde jedoch nicht angezählt. In der zehnten Runde landete Judah einen Tiefschlag und schlug auch noch auf Mayweathers Hinterkopf ein, worauf der Ringrichter den Kampf unterbrach. Kurz darauf stürmte Mayweathers Onkel und Trainer den Ring und begann einen wilden Wortwechsel mit Judahs Betreuerteam, worauf sich im Ring eine handfeste Auseinandersetzung entwickelte, der vom Sicherheitsdienst geschlichtet werden musste. Der Kampf wurde anschließend regulär weitergeführt, Mayweather gewann am Ende einstimmig nach Punkten. Sein Onkel und ein Mitglied seines Betreuerteams sowie Zab Judah und dessen Vater erhielten später für die Schlägerei im Ring hohe Geldstrafen.
Am 4. November 2006 besiegte er in Las Vegas in einem wenig ansehnlichen Kampf Carlos Baldomir (43-9) einstimmig nach Punkten und erhielt somit dessen WBC-Titel im Weltergewicht. Seine Inaktivität in dem Duell begründete Mayweather mit einer Handverletzung, die er sich im Kampf zugezogen hatte.
Am 5. Mai 2007 stellte er sich im Halbmittelgewicht Óscar de la Hoya (38-4) zum Kampf um den WBC-Titel und gewann nach Punkten. Der Kampf wurde zum finanziell lukrativsten der Boxgeschichte; allein die Gagen für die beiden Boxer betrugen zusammen rund 77 Millionen US-Dollar, die Gesamteinnahmen durch Fernsehübertragungen weitere rund 165 Millionen. Am 8. Dezember 2007 bezwang er den ebenfalls ungeschlagenen Ricky Hatton (43-0) durch t.K.o. in der zehnten Runde. Am 19. September 2009 besiegte er Juan Manuel Márquez (50-4) einstimmig nach Punkten. Einen ebenfalls einstimmigen Punktesieg konnte er am 1. Mai 2010 gegen Shane Mosley (46-5) erringen.

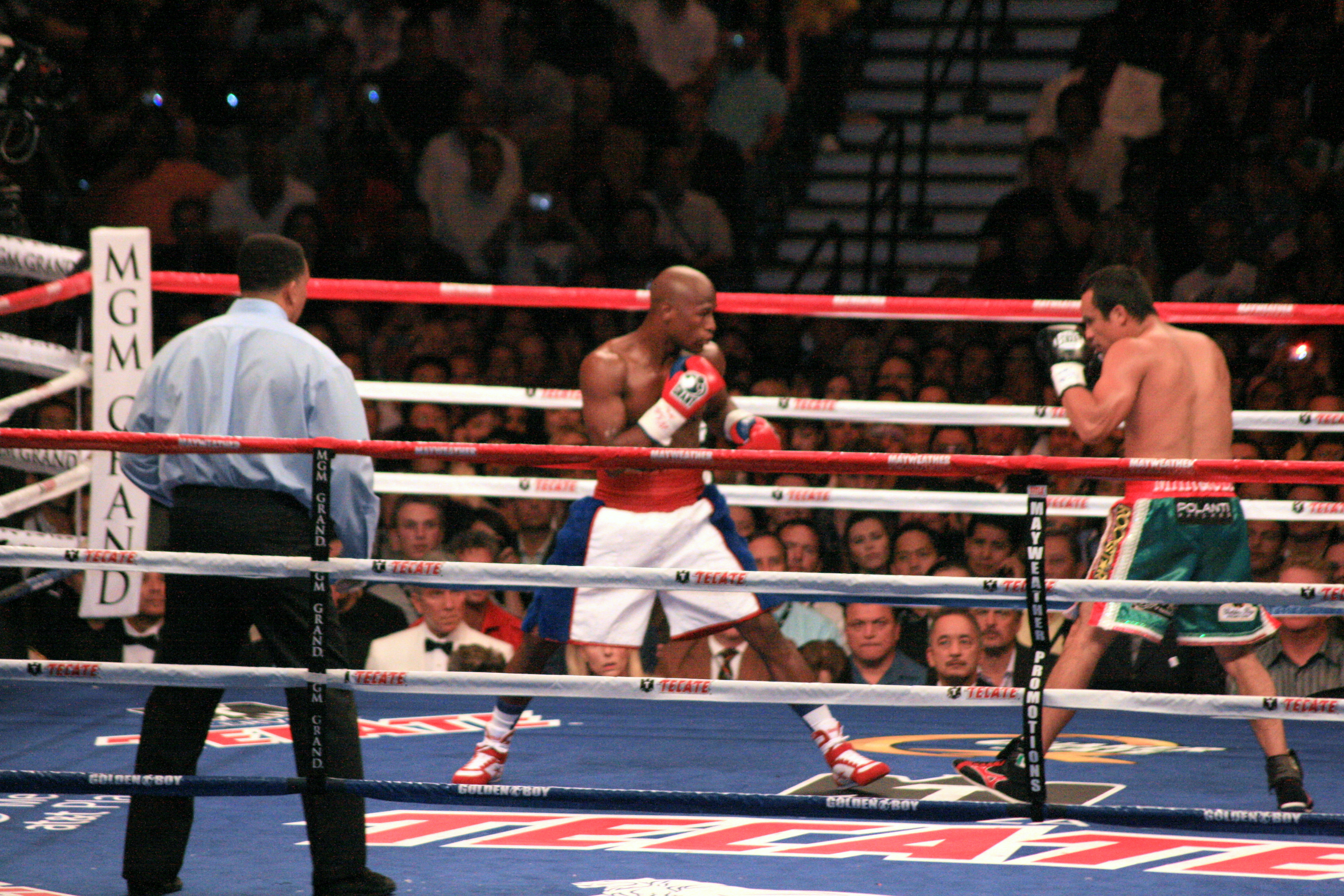
Mayweather im Kampf gegen Juan Manuel Márquez (2009)

Am 17. September 2011 kam es in Las Vegas zum Aufeinandertreffen mit dem WBC-Weltmeister Victor Ortiz (29-2). Der Kampf endete umstritten: Als sich Ortiz nach einem absichtlichen Kopfstoß in der vierten Runde bei Mayweather entschuldigte, nutzte dieser die Situation aus und schlug den ungedeckten Ortiz durch eine Linke, gefolgt von einer Rechten, zu Boden. Ortiz wurde von Ringrichter Joe Cortez anschließend ausgezählt. Da sich Cortez aufgrund des Punktabzuges gegen Ortiz zu den Punktrichtern gedreht hatte, gab er an, den Niederschlag nicht als Unsportlichkeit erkannt zu haben und ging von einem regulären Niederschlag aus. Mayweather wurde für dieses Verhalten von einigen Beobachtern und Kommentatoren stark kritisiert. Legendär wurde das anschließende Interview mit HBO-Moderator Larry Merchant, der sich mit Mayweather einen wilden Wortwechsel lieferte und das Interview mit dem Satz: „Ich wünschte, ich wäre 50 Jahre jünger... Ich würde dir in den Arsch treten“ („I wish I was 50 years younger... I would kick your ass“) beendete. Am 5. Mai 2012 konnte Mayweather auch Miguel Cotto (37-2) einstimmig nach Punkten bezwingen und so den WBA-Superweltmeistertitel im Halbmittelgewicht erringen.
Am 4. Mai 2013 besiegte er Robert Guerrero (31-1) einstimmig nach Punkten. Am 14. September 2013 boxte er in Las Vegas gegen den ebenfalls ungeschlagenen Saúl Álvarez (42-0) und gewann nach Punkten. Er wurde damit Weltmeister im Halbmittelgewicht der WBA und WBC. Am 3. Mai 2014 boxte er im Weltergewicht gegen WBA-Weltmeister Marcos Maidana (35-3) und gewann nach Punkten. Diesen besiegte er auch im Rückkampf am 13. September 2014.

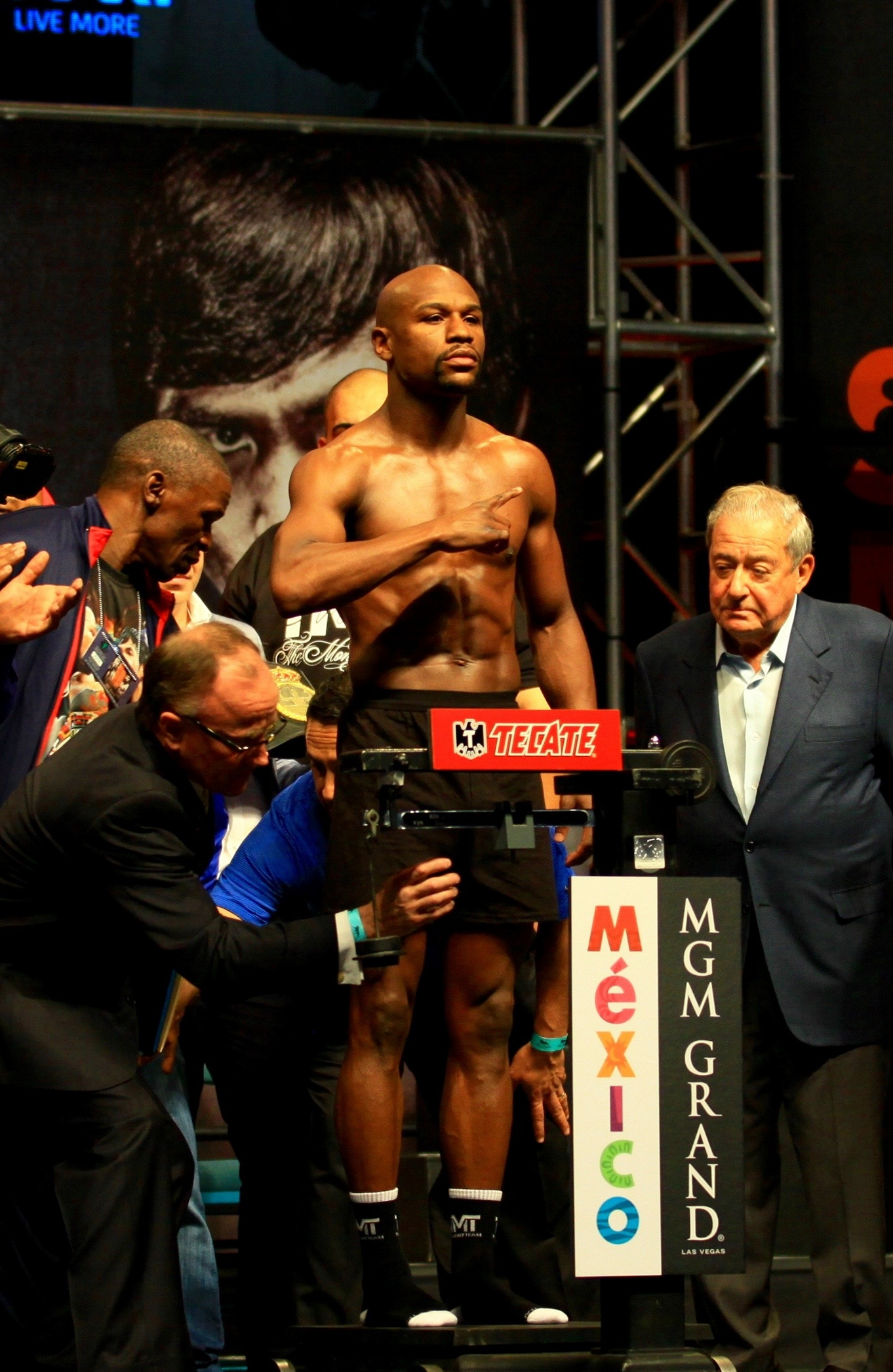
Mayweather im Jahr 2015

Nach mehrjährigen Verhandlungen fand am 2. Mai 2015 im MGM Hotel in Las Vegas der Kampf Mayweathers gegen Manny Pacquiao um den Titel im Weltergewicht der drei wichtigsten Verbände statt. Er gewann den unspektakulären Kampf einstimmig nach Punkten und wurde damit auch Titelträger der WBO. Mayweather erhielt eine Rekord-Kampfbörse von ca. 150 Mio. US-Dollar, sein Gegner ca. 100 Mio. US-Dollar. Die Tickets kosteten zwischen 1.000 und 10.000 US-Dollar, insgesamt wurden 74 Mio. US-Dollar aus den Eintrittspreisen erlöst. Für die Übertragung im amerikanischen Pay-TV mussten Fernsehzuschauer 89–99 US-Dollar bezahlen, in Deutschland bei Sky 20–30 Euro. Im Juli 2015 entschied die WBO, Mayweather den Titel im Weltergewicht abzuerkennen, da er nach seinem Sieg gegen Pacquiao eine Vertragsgebühr von 200.000 US-Dollar an die WBO nicht bezahlt hatte. Zudem legte er seine WBA- und WBC-Titel im Halbmittelgewicht nicht ab; nach den Regeln der WBO kann aber jeder Boxer nur in einer Gewichtsklasse Titel tragen.
Mit einem einstimmigen Punktsieg gegen Andre Berto am 13. September 2015 stellte Mayweather mit 49:0-Siegen den Rekord von Rocky Marciano ein, wobei Marciano mehr Kämpfe durch K. o. gewonnen hatte. Anschließend verkündete er das Ende seiner Karriere.
Am 26. August 2017 kehrte er für einen Abend in den Ring zurück und traf in Las Vegas auf den irischen MMA-Kämpfer Conor McGregor, der sich diesen Kampf seit längerem gewünscht hatte. Gekämpft wurde in Mayweathers Sportart Boxen. Mayweather gewann den Kampf durch einen technischen K. o. in der zehnten Runde und übertraf mit nunmehr 50:0 Siegen die alte Rekordmarke von Rocky Marciano (49:0).

## Liste der Profikämpfe
| 50 Siege (27 K.-o.-Siege), 0 Niederlagen, 0 Unentschieden |               |                                                           |                                                                  |                                               |
| Jahr                                                      | Tag           | Ort                                                       | Gegner                                                           | Ergebnis für Mayweather junior                |
| 1996                                                      | 11. Oktober   | Texas Station Casino (Las Vegas, Nevada)                  | Roberto Apodaca                                                  | Sieg / TKO 2. Runde                           |
| 1996                                                      | 30. November  | Tingley Coliseum (Albuquerque, New Mexico)                | Reggie Sanders                                                   | Punktsieg (einstimmig) / 4 Runden             |
| 1997                                                      | 18. Januar    | Thomas & Mack Center (Las Vegas, Nevada)                  | Jerry Cooper                                                     | Sieg / TKO 1. Runde                           |
| 1997                                                      | 1. Februar    | Swiss Park Hall (Chula Vista, Florida)                    | Edgar Uyala                                                      | Sieg / TKO 2. Runde                           |
| 1997                                                      | 12. März      | DeltaPlex Arena (Walker, Michigan)                        | Kino Rodriguez                                                   | Sieg / TKO 1. Runde                           |
| 1997                                                      | 12. April     | Thomas & Mack Center (Las Vegas, Nevada)                  | Bobby Giepert                                                    | Sieg / TKO 1. Runde                           |
| 1997                                                      | 9. Mai        | The Orleans Hotel & Casino (Las Vegas, Nevada)            | Tony Duran                                                       | Sieg / TKO 1. Runde                           |
| 1997                                                      | 14. Juni      | Alamodome (San Antonio, Texas)                            | Larry O'Shields                                                  | Punktsieg (einstimmig) / 6 Runden             |
| 1997                                                      | 12. Juli      | Grand Casino Biloxi (Biloxi, Mississippi)                 | Jesus Chavez                                                     | Sieg / TKO 5. Runde                           |
| 1997                                                      | 6. September  | El Paso County Coliseum (El Paso, Texas)                  | Louie Leija                                                      | Sieg / TKO 2. Runde                           |
| 1997                                                      | 14. Oktober   | Qwest Arena (Boise, Idaho)                                | Felipe Garcia                                                    | Sieg / KO 6. Runde                            |
| 1997                                                      | 20. November  | Grand Olympic Auditorium (Los Angeles, Kalifornien)       | Angelo Nuñez                                                     | Sieg / TKO 3. Runde                           |
| 1998                                                      | 9. Januar     | Grand Casino Biloxi (Biloxi, Mississippi)                 | Hector Arroyo                                                    | Sieg / TKO 5. Runde                           |
| 1998                                                      | 28. Februar   | Bally's Atlantic City (Atlantic City, New Jersey)         | Sam Girard                                                       | Sieg / KO 2. Runde                            |
| 1998                                                      | 23. März      | Foxwoods Resort Casino (Connecticut)                      | Miguel Melo                                                      | Sieg / TKO 3. Runde                           |
| 1998                                                      | 18. April     | Grand Olympic Auditorium (Los Angeles, Kalifornien)       | Gustavo Cuello                                                   | Punktsieg (einstimmig) / 10 Runden            |
| 1998                                                      | 14. Juni      | Trump Taj Mahal (Atlantic City, New Jersey)               | Tony Pep                                                         | Punktsieg (einstimmig) / 10 Runden            |
| 1998                                                      | 3. Oktober    | Las Vegas Hilton (Las Vegas, Nevada)                      | Genaro Hernandez WBC-Superfedergewicht-Weltmeisterschaft         | Sieg / Aufgabe 8. Runde                       |
| 1998                                                      | 19. Dezember  | Miccosukee Gaming & Resort (Miami, Florida)               | Angel Manfredy WBC-Superfedergewicht-Titelverteidigung           | Sieg / TKO 2. Runde                           |
| 1999                                                      | 17. Februar   | Van Andel Arena (Grand Rapids, Michigan)                  | Carlos Rios WBC-Superfedergewicht-Titelverteidigung              | Punktsieg (einstimmig) / 12 Runden            |
| 1999                                                      | 22. Mai       | Mandalay Bay Resort and Casino (Las Vegas, Nevada)        | Justin Juuko WBC-Superfedergewicht-Titelverteidigung             | Sieg / KO 9. Runde                            |
| 1999                                                      | 11. September | Mandalay Bay Resort and Casino (Las Vegas, Nevada)        | Carlos Gerena WBC-Superfedergewicht-Titelverteidigung            | Sieg / Aufgabe 7. Runde                       |
| 2000                                                      | 18. März      | MGM Grand Hotel (Las Vegas, Nevada)                       | Gregorio Vargas WBC-Superfedergewicht-Titelverteidigung          | Punktsieg (einstimmig) / 12 Runden            |
| 2000                                                      | 21. Oktober   | Cobo Center (Detroit, Michigan)                           | Emanuel Augustus                                                 | Sieg / TKO 9. Runde                           |
| 2001                                                      | 20. Januar    | MGM Grand Hotel (Las Vegas, Nevada)                       | Diego Corrales WBC-Superfedergewicht-Titelverteidigung           | Sieg / TKO 10. Runde                          |
| 2001                                                      | 26. Mai       | Van Andel Arena (Grand Rapids, Michigan)                  | Carlos Alberto Hernandez WBC-Superfedergewicht-Titelverteidigung | Punktsieg (einstimmig) / 12 Runden            |
| 2001                                                      | 10. November  | Bill Graham Civic Auditorium (San Francisco, Kalifornien) | Jesus Chavez WBC-Superfedergewicht-Titelverteidigung             | Sieg / Aufgabe 9. Runde                       |
| 2002                                                      | 20. April     | MGM Grand Hotel (Las Vegas, Nevada)                       | José Luis Castillo WBC-Leichtgewicht-Weltmeisterschaft           | Punktsieg (einstimmig) / 12 Runden            |
| 2002                                                      | 7. Dezember   | Mandalay Bay Resort and Casino (Las Vegas, Nevada)        | José Luis Castillo WBC-Leichtgewicht-Titelverteidigung           | Punktsieg (einstimmig) / 12 Runden            |
| 2003                                                      | 19. April     | Selland Arena (Fresno, Kalifornien)                       | Victoriano Sosa WBC-Leichtgewicht-Titelverteidigung              | Punktsieg (einstimmig) / 12 Runden            |
| 2003                                                      | 1. November   | Van Andel Arena (Grand Rapids, Michigan)                  | Phillip N'dou WBC-Leichtgewicht-Titelverteidigung                | Sieg / TKO 7. Runde                           |
| 2004                                                      | 22. Mai       | Boardwalk Hall (Atlantic City, New Jersey)                | DeMarcus Corley                                                  | Punktsieg (einstimmig) / 12 Runden            |
| 2005                                                      | 22. Januar    | American Airlines Arena (Miami, Florida)                  | Henry Bruseles                                                   | Sieg / TKO 8. Runde                           |
| 2005                                                      | 25. Juni      | Boardwalk Hall (Atlantic City, New Jersey)                | Arturo Gatti WBC-Superleichtgewicht-Weltmeisterschaft            | Sieg / Aufgabe 6. Runde                       |
| 2005                                                      | 19. November  | Rose Garden (Portland, Oregon)                            | Sharmba Mitchell                                                 | Sieg / TKO 6. Runde                           |
| 2006                                                      | 8. April      | Thomas & Mack Center (Las Vegas, Nevada)                  | Zab Judah IBF/IBO-Weltergewicht-Weltmeisterschaft                | Punktsieg (einstimmig) / 12 Runden            |
| 2006                                                      | 4. November   | Mandalay Bay Resort and Casino (Las Vegas, Nevada)        | Carlos Baldomir IBA/IBO/WBC-Weltergewicht-Titelvereinigung       | Punktsieg (einstimmig) / 12 Runden            |
| 2007                                                      | 5. Mai        | MGM Grand Hotel (Las Vegas, Nevada)                       | Óscar de la Hoya WBC-Superweltergewicht-Weltmeisterschaft        | Punktsieg (geteilte Entscheidung) / 12 Runden |
| 2007                                                      | 8. Dezember   | MGM Grand Garden Arena (Las Vegas, Nevada)                | Ricky Hatton WBC-Weltergewicht-Titelverteidigung                 | Sieg / TKO 10. Runde                          |
| 2009                                                      | 19. September | MGM Grand Garden Arena (Las Vegas, Nevada)                | Juan Manuel Márquez                                              | Punktsieg (einstimmig) / 12 Runden            |
| 2010                                                      | 1. Mai        | MGM Grand Hotel (Las Vegas, Nevada)                       | Shane Mosley                                                     | Punktsieg (einstimmig) / 12 Runden            |
| 2011                                                      | 17. September | MGM Grand Hotel (Las Vegas, Nevada)                       | Victor Ortiz WBC-Weltergewicht-Weltmeisterschaft                 | Sieg / KO 4. Runde                            |
| 2012                                                      | 5. Mai        | MGM Grand Hotel (Las Vegas, Nevada)                       | Miguel Cotto WBA-Superweltergewicht-Weltmeisterschaft            | Punktsieg (einstimmig) / 12 Runden            |
| 2013                                                      | 4. Mai        | MGM Grand Garden Arena (Las Vegas, Nevada)                | Robert Guerrero WBC-Weltergewicht-Titelverteidigung              | Punktsieg (einstimmig) / 12 Runden            |
| 2013                                                      | 14. September | MGM Grand Garden Arena (Las Vegas, Nevada)                | Saúl Álvarez WBA/WBC-Superweltergewicht-Titelvereinigung         | Punktsieg (Mehrheitsentscheidung) / 12 Runden |
| 2014                                                      | 3. Mai        | MGM Grand Garden Arena (Las Vegas, Nevada)                | Marcos René Maidana WBA/WBC-Weltergewicht-Titelvereinigung       | Punktsieg (Mehrheitsentscheidung) / 12 Runden |
| 2014                                                      | 13. September | MGM Grand Garden Arena (Las Vegas, Nevada)                | Marcos René Maidana WBA/WBC-Weltergewicht-Titelverteidigung      | Punktsieg (einstimmig) / 12 Runden            |
| 2015                                                      | 2. Mai        | MGM Grand Garden Arena (Las Vegas, Nevada)                | Manny Pacquiao WBA/WBC/WBO-Weltergewicht-Titelvereinigung        | Punktsieg (einstimmig) / 12 Runden            |
| 2015                                                      | 12. September | MGM Grand Garden Arena (Las Vegas, Nevada)                | Andre Berto WBA/WBC-Weltergewicht-Titelverteidigung              | Punktsieg (einstimmig) / 12 Runden            |
| 2017                                                      | 26. August    | T-Mobile Arena (Paradise, Nevada)                         | Conor McGregor „The Money Fight“                                 | Sieg / TKO 10. Runde                          |
| Quelle: Floyd Mayweather Jr. in der BoxRec-Datenbank      |               |                                                           |                                                                  |                                               |

## Abseits des Boxrings
Mayweather Jr. wuchs in schwierigen Verhältnissen auf, sein familiäres und soziales Umfeld war von Gewalt und Drogen überschattet. Floyd Mayweather Sr., der ebenfalls Profiboxer war und die Karriere seines Sohnes förderte, wurde ein Jahr nach Mayweather Jr.s Geburt von seinem Schwager während einer Streitigkeit bezüglich einer Zwangsräumung ins Bein geschossen, seinen Sohn hatte er dabei auf dem Arm. Seine Mutter und seine Tante waren drogenabhängig, letztere starb an den Folgen einer darauf zurückzuführenden AIDS-Erkrankung. Mayweather Jr. wuchs teilweise bei seiner Großmutter auf. Er konzentrierte sich schon früh praktisch ausschließlich auf den Boxsport und brach dafür die High School ab.
Mayweather Jr. wurde mehrfach wegen Körperverletzung und häuslicher Gewalt zu unterschiedlichen Strafen verurteilt. Am 1. Juni 2012 wurde er wegen körperlicher Gewalt gegenüber einer Ex-Freundin erstmals zu einer Haftstrafe ohne Bewährung (90 Tage) verurteilt, die er auch absaß.

## Einkommen und Vermögen
Nach einer Erhebung des Forbes Magazine im Juni 2014 war Mayweather Jr. mit einem Jahreseinkommen von umgerechnet 78 Mio. Euro der weltweit bestbezahlte Sportler. Im Zeitraum 2014/15 führte er die Rangliste mit umgerechnet 212 Mio. Euro an, womit er die bisherige Bestmarke von Tiger Woods von 101 Mio. Euro (2007/08) klar übertraf.

## Sonstiges
Mayweather ist der Neffe von Ex-Boxer Roger Mayweather, der zwei Welttitel gewann und zweimal von Julio César Chávez besiegt wurde. Er betreute Mayweather im Kampf gegen de la Hoya. Sein Vater trainierte Oscar de la Hoya von 2001 bis 2006, bevor die Zusammenarbeit aufgrund von finanziellen Unstimmigkeiten beendet wurde. Floyd Mayweather Sr. hatte 2 Mio. US-Dollar für den Kampf gegen seinen Sohn verlangt.
Am 17. Februar 2008 trat Mayweather bei der WWE-Großveranstaltung No Way Out auf und schlug den dort gerade zurückgekehrten, 2,13 m großen und 200 kg schweren Wrestler Big Show ins Gesicht, wodurch dieser unbeabsichtigter Weise verletzt wurde. Viele Zuschauer hielten es für eine gespielte Szene, Mayweathers platzierter rechter Haken brach Big Show jedoch das Nasenbein. In der darauf folgenden Fernsehsendung forderte The Big Show Mayweather zu einem Kampf bei Wrestlemania 24 heraus, welchen Mayweather akzeptierte. Dieser war ein Kampf ohne Regeln. Mayweather durfte den Kampf durch (dieses Mal gespielten) Knockout gewinnen, indem er einen Schlagring gegen Big Show einsetzte.

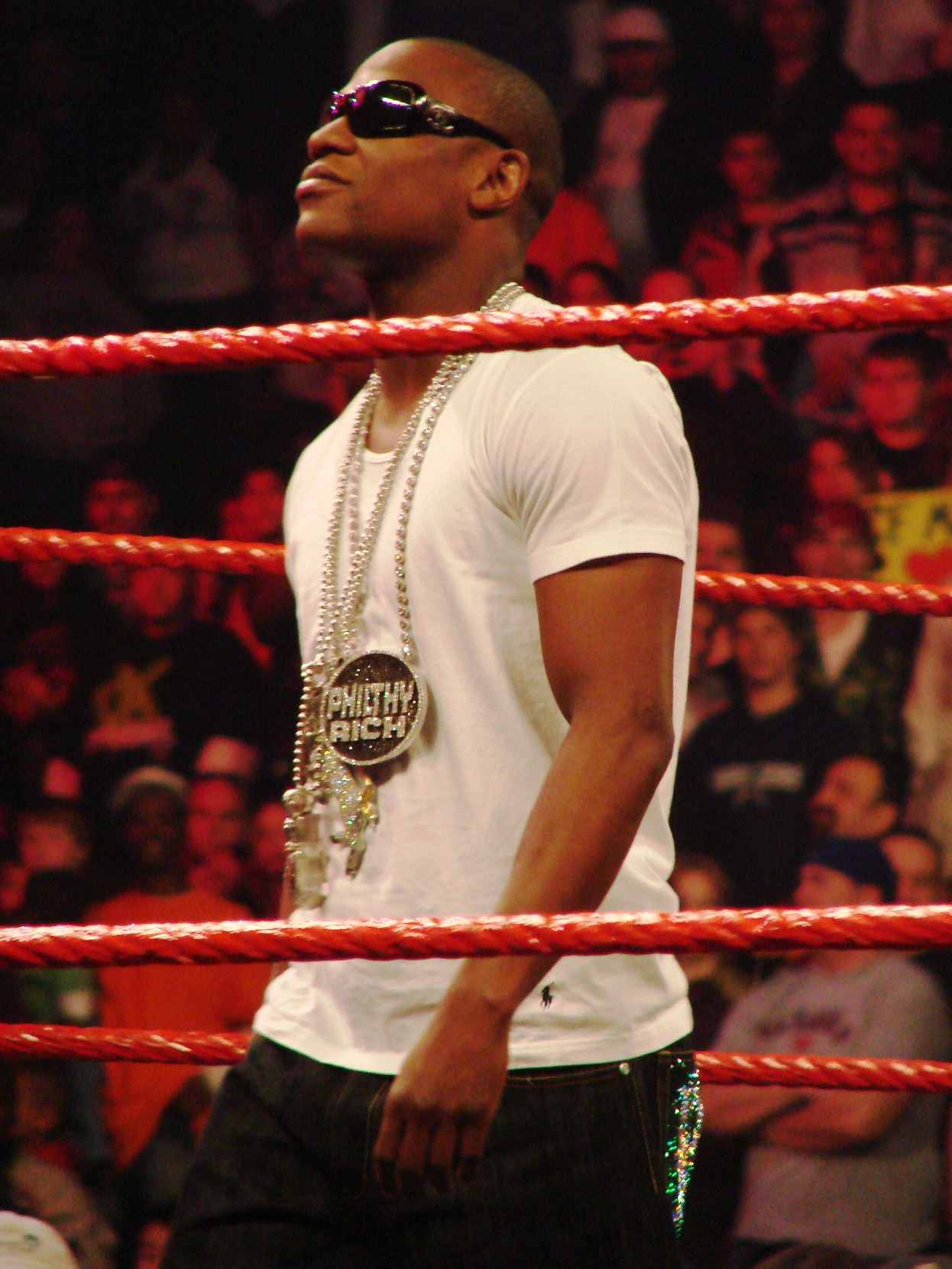
Mayweather während seiner kurzen WWE-Karriere

Im April 2012 errechnete CompuBox, dass Mayweather der effektivste Boxer aller Gewichtsklassen ist, 46 % seiner Schläge treffen den Gegner und nur 16 % der Schläge seiner Gegner finden ihr Ziel. Damit ist er sowohl offensiv als auch defensiv gesehen einer der stärksten Boxer und insgesamt der beste nach Zahlen.

## Erfolge
Amateur (84-6)
- 1993: Michigan State Golden Gloves Champion im Halbfliegengewicht
- 1993: National Golden Gloves Champion im Halbfliegengewicht
- 1994: Michigan State Golden Gloves Champion im Fliegengewicht
- 1994: National Golden Gloves Champion im Fliegengewicht
- 1995: National PAL Champion im Federgewicht
- 1995: US-Meister im Federgewicht
- 1996: Michigan State Golden Gloves Champion im Federgewicht
- 1996: National Golden Gloves Champion im Federgewicht
- 1996: Bronzemedaille bei den Olympischen Sommerspielen im Federgewicht

Profi (50-0)
- 3. Oktober 1998: WBC-Weltmeister im Superfedergewicht (8 Titelverteidigungen)
- 20. April 2002: WBC-Weltmeister im Leichtgewicht (3 Titelverteidigungen)
- 25. Juni 2005: WBC-Weltmeister im Halbweltergewicht
- 8. April 2006: IBF-Weltmeister im Weltergewicht
- 4. November 2006: WBC-Weltmeister im Weltergewicht (1 Titelverteidigung)
- 5. Mai 2007: WBC-Weltmeister im Halbmittelgewicht
- 17. September 2011: WBC-Weltmeister im Weltergewicht
- 5. Mai 2012: WBA-Superweltmeister im Halbmittelgewicht
- 14. September 2013: WBC-Weltmeister im Halbmittelgewicht
- 3. Mai 2014: WBA-Superweltmeister im Weltergewicht
- 2. Mai 2015: WBO-Weltmeister im Weltergewicht (Titel aberkannt)